# Підземний пішохідний перехід

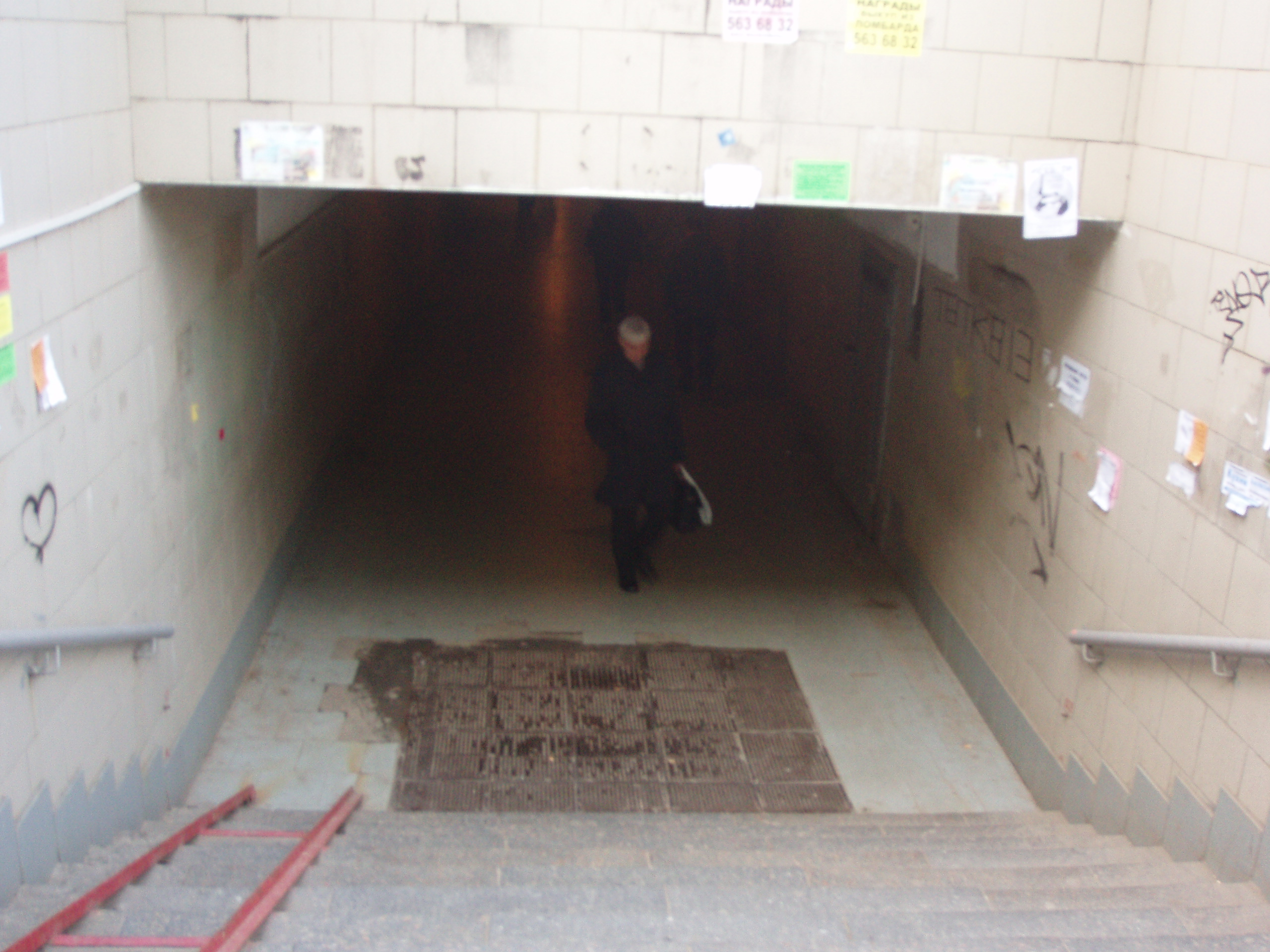
Звичайний київський підземний пішохідний перехід

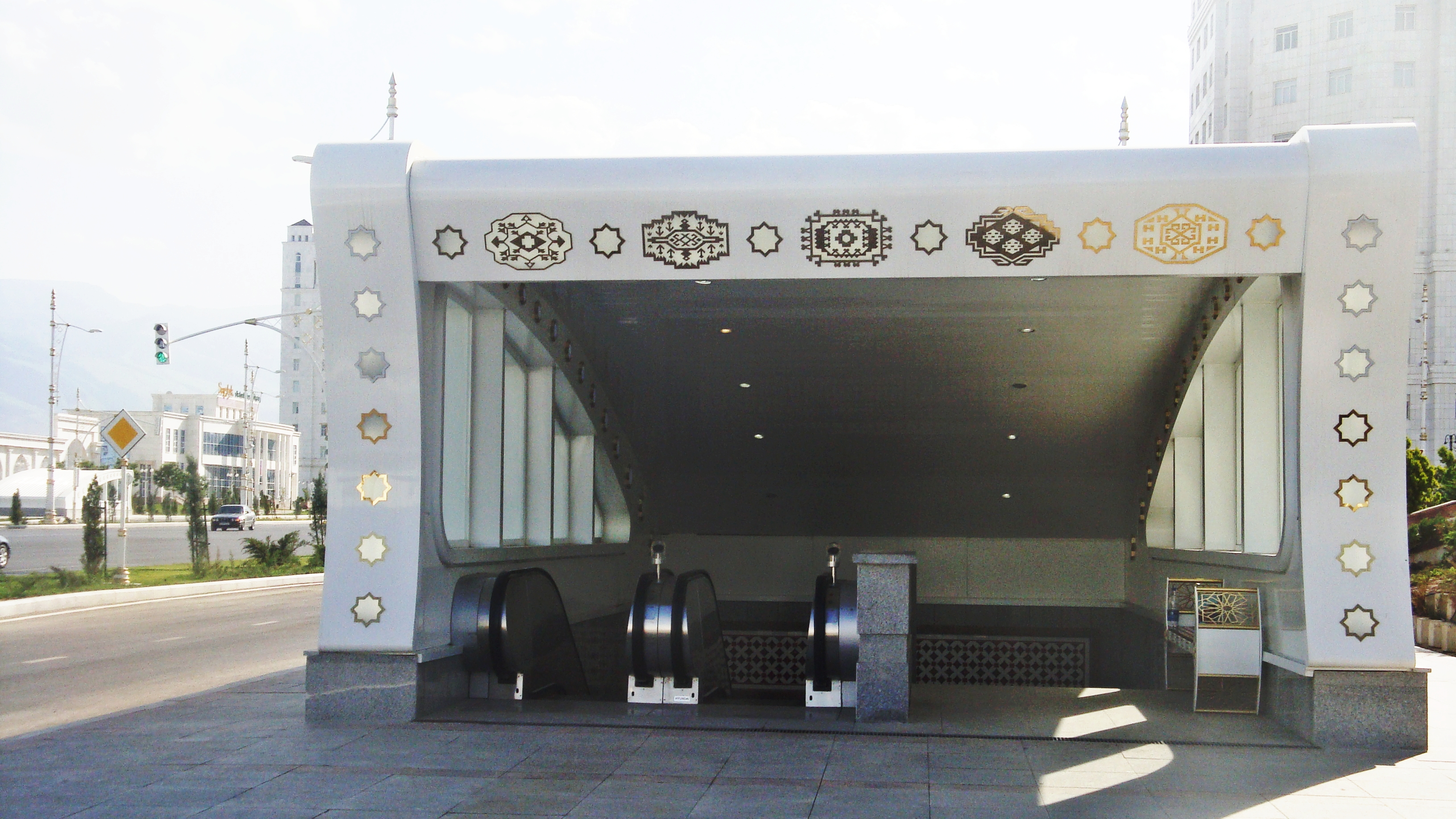
Ашгабат

Підзе́мний пішохі́дний перехі́д — тунель для перетинання пішоходами транспортних магістралей (під проїзною частиною або залізничними коліями).

## Призначення і опис
Підземні, як і решта пішохідних переходів, влаштовують переважно на перехрестях у місцях інтенсивних пішохідних і/або транспортних потоків з метою безпеки руху пішоходів.
В разі потреби споруджують систему підземних переходів, що з'єднують кілька перехресть і зупинок міського громадського транспорту, подеколи також зі станціями метрополітену, вокзалами, іншими великими громадськими спорудами. 

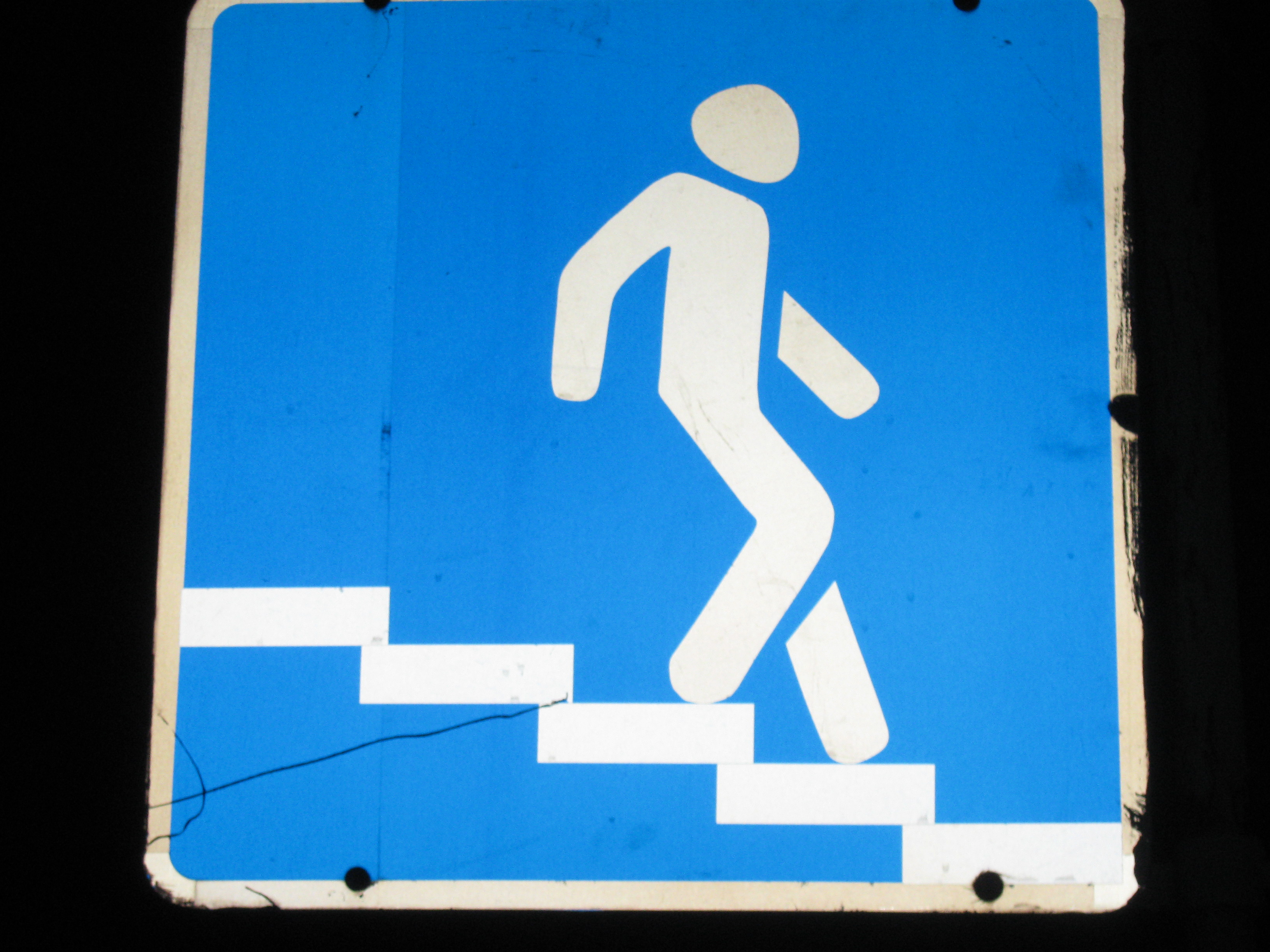
Знак підземного пішохідного переходу (Україна)

Підземний пішохідний перехід складається власне з тунелю під шляхом і сходів (можуть бути також пандуси, екскалатори), що ведуть до нього з тротуару (пішохідної зони). Загальноприйнятною практикою є обладнання підземних пішохідних переходів доріжками для спуску велисопедів, дитячих візочків тощо, а останнім часом (2-а пол. 1990-х — 2000-ні) також, наприклад у Києві, всі новозбудовані або реконструйовані переходи згідно з європейськими стандартами обладнуються спеціальними пандусними тротуарами та платформами-підйомниками для пересування візків людей з обмеженими можливостями.
За задумом містобудівників у деякі місця можна потрапити виключно скориставшись підземним пішохідним переходом — прикладом у Києві може правити сквер на Либідській площі. 
Підземні пішохідні переходи позначаються спеціальними знаками дорожніми і покажчиками.

## Сучасний стан пішохідних переходів в Україні
Підземні пішохідні переходи вже за своїм призначенням є багатофункціональними спорудами — маючи основну функцію безпечного переходу пішоходів, вони часто з'єднані з важливими об'єктами міської інфраструктури, зокрема лініями метрополітену. Ще за СРСР у підземних пішохідних переходах містились торговельні точки, але масового розвитку «підземна» торгівля набула на початку 1990-х, а перші рекламні щити з'явились у переходах ще наприкінці 1980-х років.

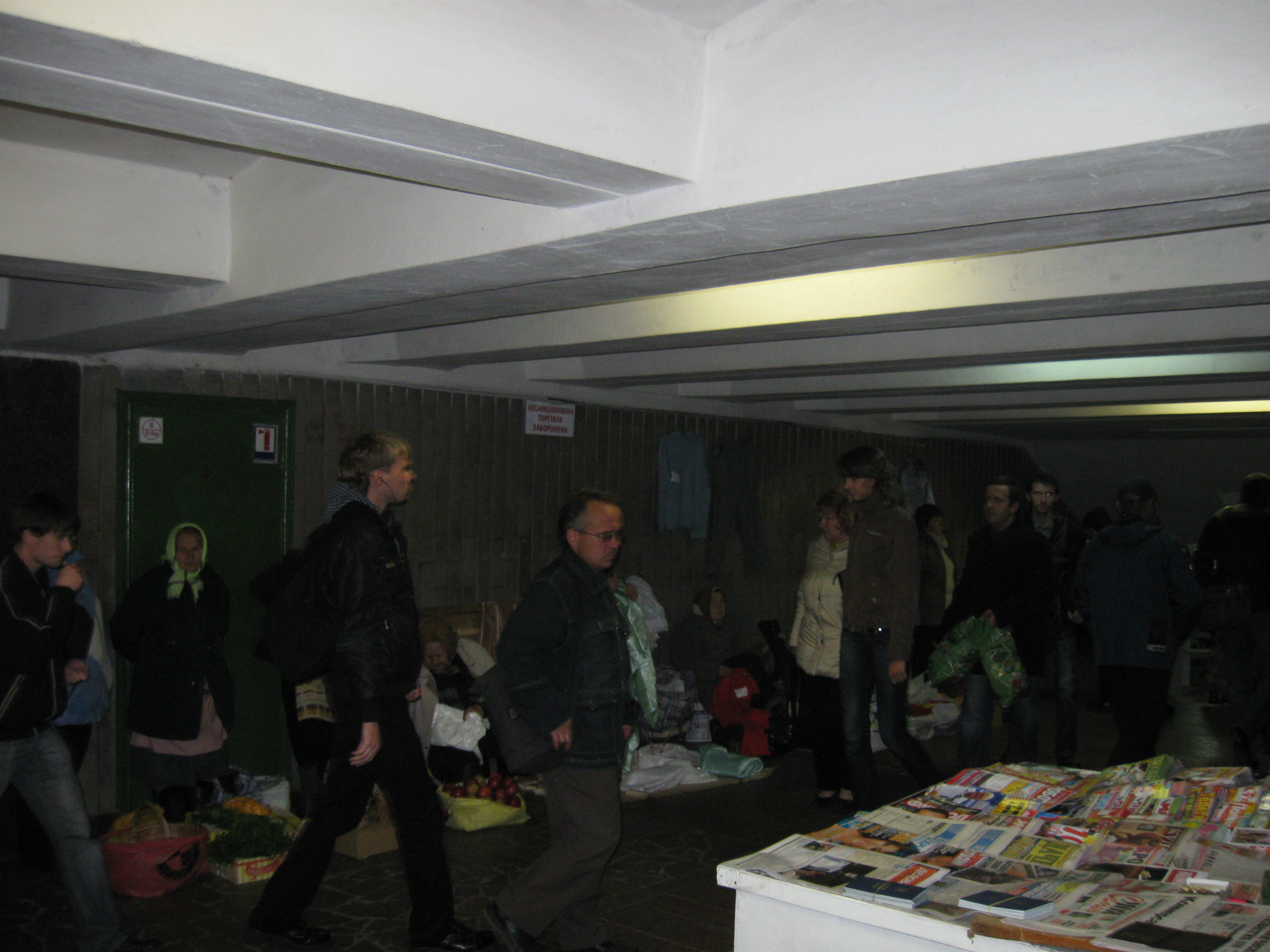
У київських підземних пішохідних переходах невпорядкована торгівля не припиняється майже ніколи

Система підземних пішохідних переходів пов'язує ТЦ «Навігатор» з площею Слави

У столиці України місті Києві будівництво нових підземних пішохідних переходів не припинялось навіть за економічної кризи 1-ї половини 1990-х років — так, їх споруджували у зв'язку з відкриттям нових станцій київської підземки, реконструкцій і впорядкування важливих міських магістралей (проспект Валерія Лобановського, Воскресенський проспект тощо). У цей же період було здано в експлуатацію низку підземних торговельних центрів («Метроград», «Навігатор», «Глобус» тощо), які за своїми проектами зведення передбачали як виходи назовні як існуючі підземні пішохідні переходи, так і новозбудовані. Подібний київський досвід, що в свою чергу був запозичений, з успіхом використали в ряді українських міст — у Полтаві (ТЦ під Круглою площею), Хмельницькому, Сімферополі, Рівному тощо. 
Варто визнати, що нерідко у зв'язку з плануванням міста (навіть великого) чи особливостей міського рельєфу, спорудження підземних пішохідних переходів є недоцільним або й небезпечним. З іншого боку, у тому ж Києві є низка підземних пішохідних переходів, які практично не використовуються пішоходами. Утримання в належному стані підземних пішохідних переходів є функціональним обов'язком місцевої влади, з яким вона не завжди здатна впоратись — так, чи не єдиний броварський підземний пішохідний перехід на розі вулиць Київської та Кірова затоплений водами і перетворився на сміттєзвалище, а у київських переходах на жвавих перехрестях і/або чи не всіх станцій метро здійснюється цілодобова невпорядкована (т.зв. «стихійна») торгівля.

## Цікаві факти про підземні переходи в Україні
- Київський підземний пішохідний перехід під Хрещатиком і Майданом Незалежності, знаний у народі як «Труба» є культовим місцем — са́ме тут збираються представники неформальних молодіжних течій, тут же вирували події Помаранчевої революції. Крім того, він не тільки сполучає різні лінії престижного торговельного центру «Глобус», а й дозволяє перейти з Печерського до Шевченківського району міста й назад.
- Над підземним переходом, що веде до ТЦ «Новий Рівень» на вулиці Соборній у Рівному, встановлено один з найпомпезніших міських пам'ятників — скульптуру княгині Марії Рівненської (Несвіцької) у мармуровій ротонді.
- У майже півмільйонному Маріуполі на Донеччині, який входить до 10-ки найбільших міст України, існує лише один підземний перехід — на розі проспектів Леніна і Металургів.

## Галерея

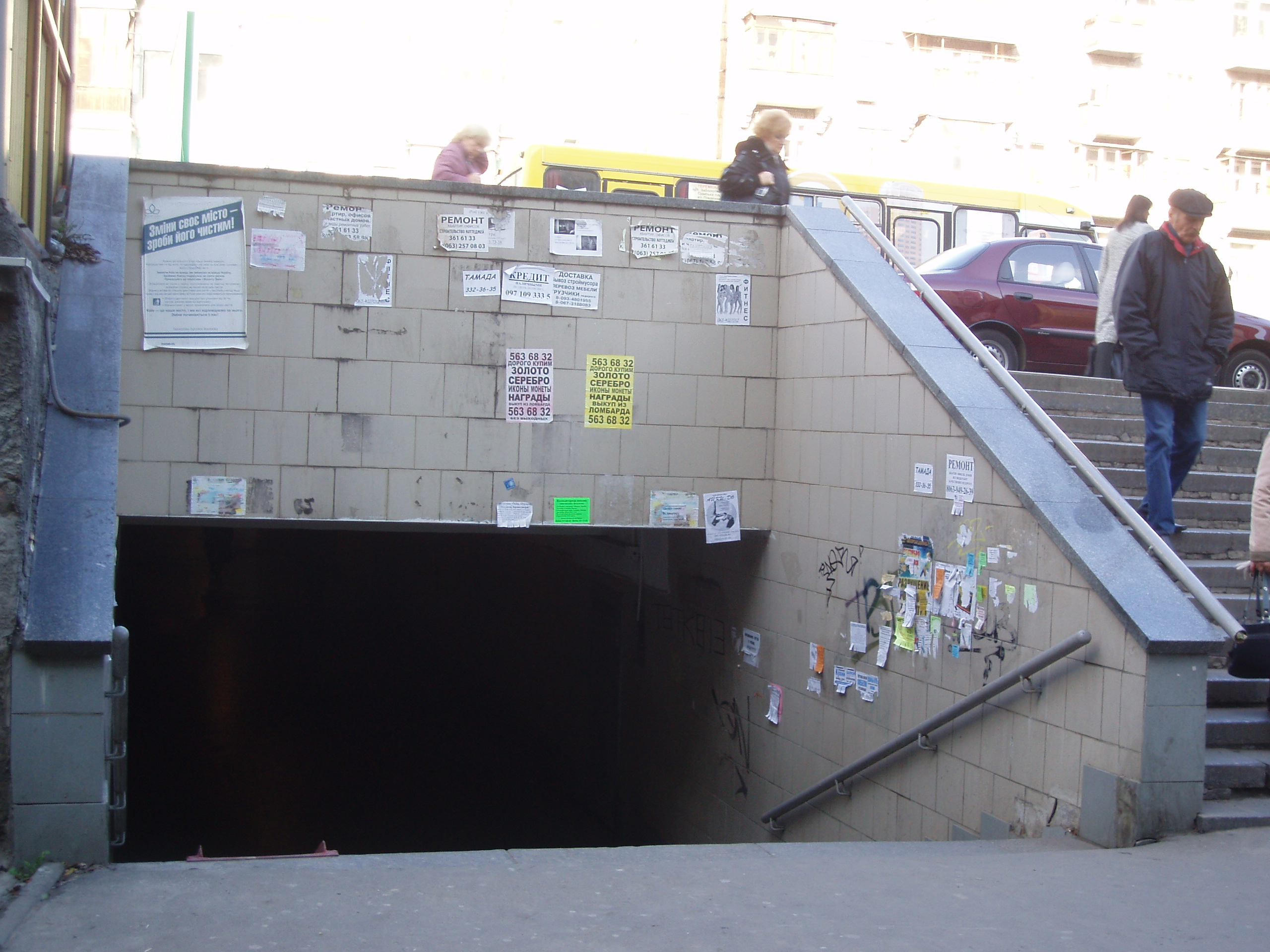
Стандартний київський підземний пішохідний перехід радянської будови
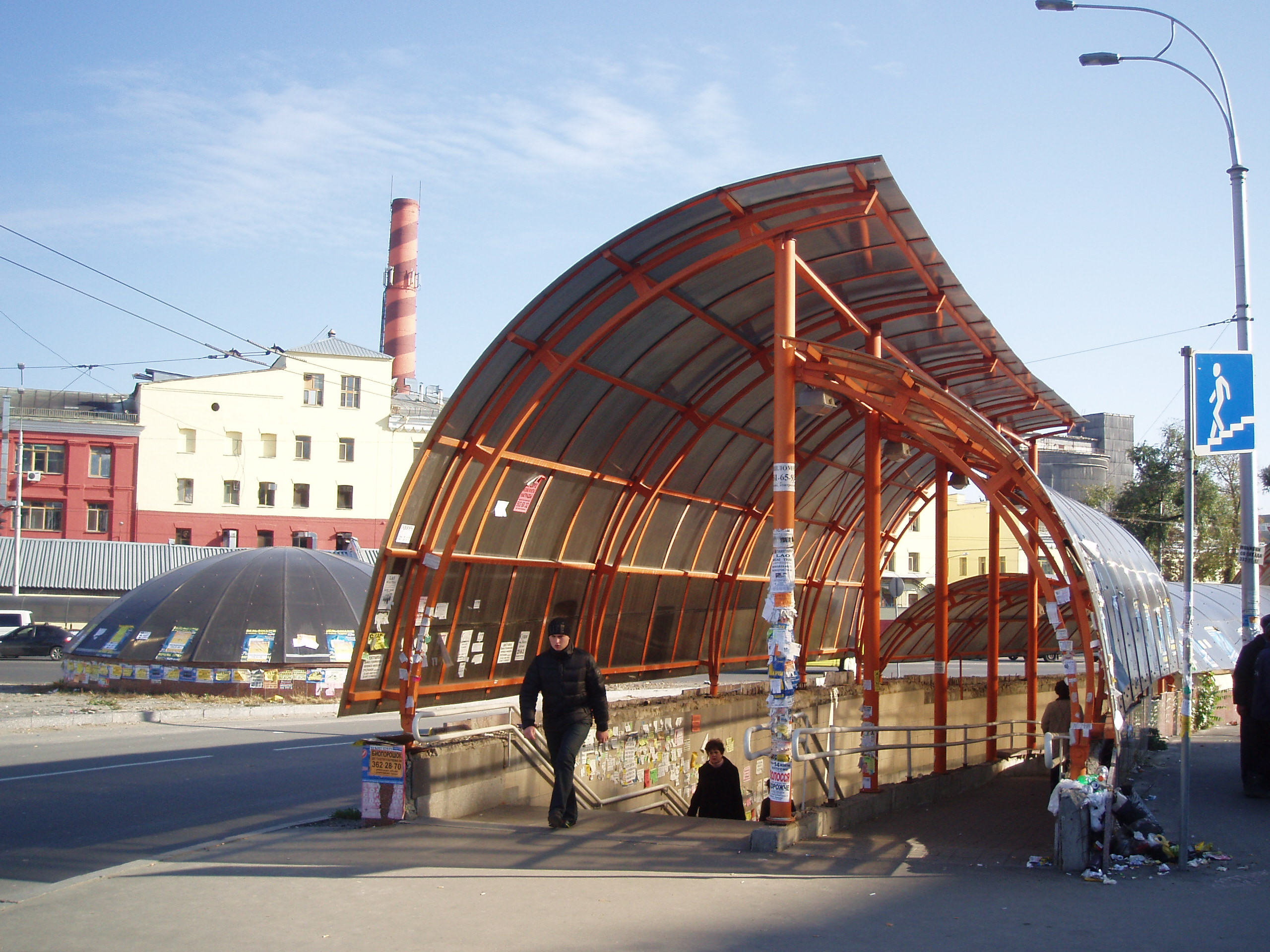
Сучасний підземний пішохідний перехід на Московській площі в Києві
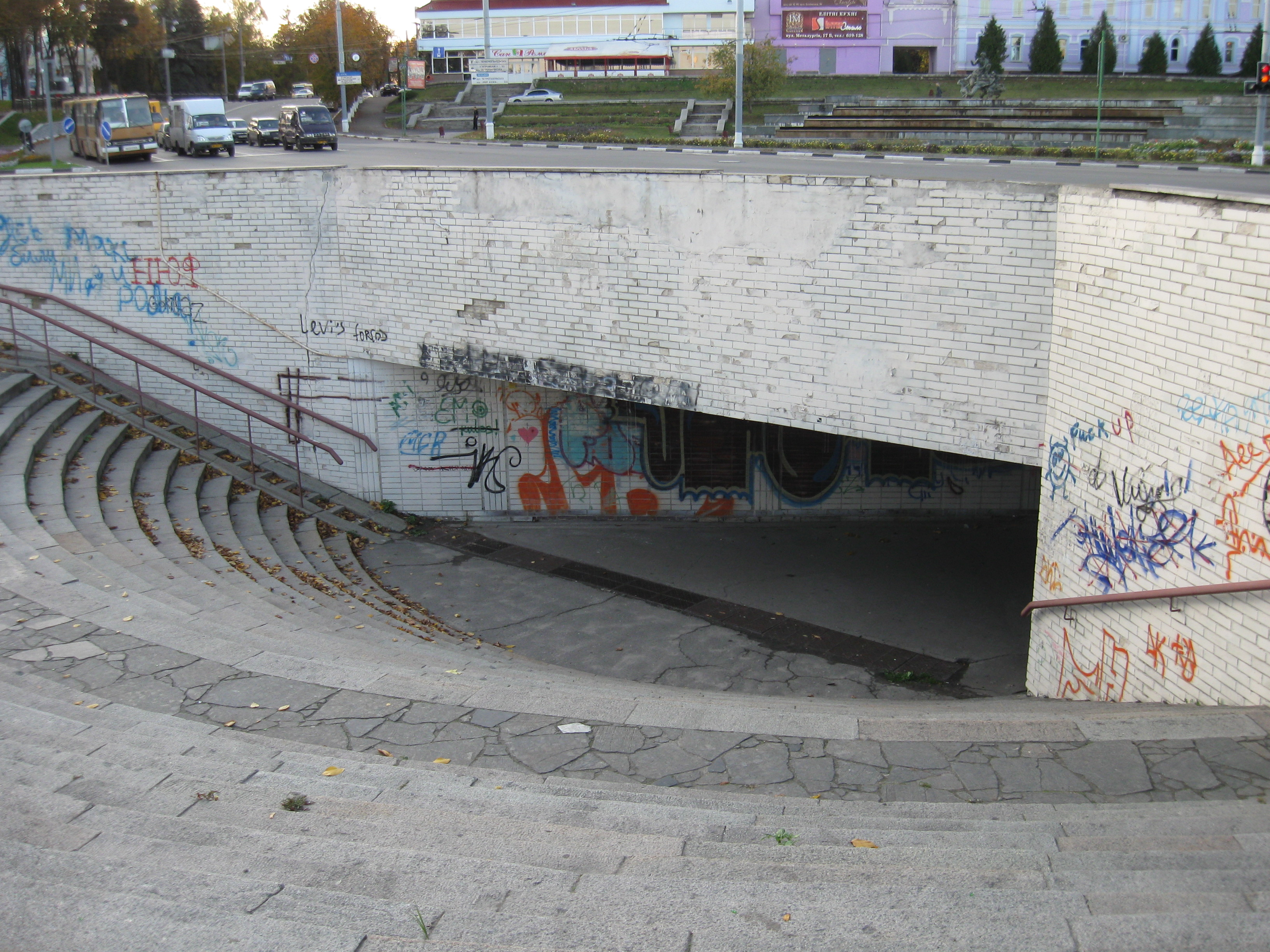
Підземний пішохідний перехід в Сумах
Пам'ятник княгині Марії Рівненській над підземним переходом на вулиці Соборній у Рівному

## Виноски
1. ↑  Без бар’єрів. Столична влада створює умови для вільного доступу людей з обмеженими фізичними можливостями до соціальної інфраструктури нашого міста. [Архівовано 2018-10-27 у Wayback Machine.] // стаття у газ. «Хрещатик» за 30 травня 2006 року
2. ↑  Столичні вулиці зроблять комфортними для людей з фізичними вадами [Архівовано 23 вересня 2011 у Wayback Machine.] // інф. на Офіційному вебпорталі Київської міської влади